# CHON

Los diámetros atómicos relativos de carbono, hidrógeno, nitrógeno, oxígeno, fósforo y azufre.

CHON es un acrónimo mnemotécnico de los cuatro elementos más comunes en los organismos vivos: carbono, hidrógeno, oxígeno y nitrógeno.
El acrónimo CHNOPS, que significa carbono, hidrógeno, nitrógeno, oxígeno, fósforo, azufre, representa los seis elementos químicos más importantes cuyas combinaciones covalentes constituyen la mayoría de las moléculas biológicas en la Tierra. Todos estos elementos son no metales.
| Elemento  | Masa en plantas | Masa en animales | Usos biológicos                                                       |
| --------- | --------------- | ---------------- | --------------------------------------------------------------------- |
| Carbón    | 12%             | 19%              | Se encuentra en carbohidratos, lípidos, ácidos nucleicos y proteínas. |
| Hidrógeno | 10%             | 10%              | Se encuentra en carbohidratos, lípidos, ácidos nucleicos y proteínas. |
| Nitrógeno | 1%              | 4%               | Se encuentra en ácidos nucleicos y proteínas.                         |
| Oxígeno   | 77%             | 63%              | Se encuentra en carbohidratos, lípidos, ácidos nucleicos y proteínas. |
| Fósforo   | <1%             | <1%              | Se encuentra en lípidos y ácidos nucleicos.                           |
| Azufre    | <1%             | <1%              | Se encuentra en proteínas.                                            |

En el cuerpo humano, estos cuatro elementos componen alrededor del 96 % del peso, y los minerales principales (macrominerales) y los minerales menores (también llamados oligoelementos) componen el resto.
El azufre está contenido en los aminoácidos cisteína y metionina. El fósforo se encuentra en los fosfolípidos, una clase de lípidos que son un componente principal de todas las membranas celulares, ya que pueden formar bicapas lipídicas, que mantienen iones, proteínas y otras moléculas donde se necesitan para la función celular y evitan que se difundan en áreas donde no deberían estar. Los grupos fosfato también son un componente esencial de la columna vertebral de los ácidos nucleicos (nombre general para el ADN y el ARN) y se requieren para formar ATP– la molécula principal utilizada como energía que alimenta la célula en todos los seres vivos.
Los asteroides carbonosos son ricos en elementos CHON. Estos asteroides son el tipo más común y frecuentemente chocan con la Tierra como meteoritos. Tales colisiones fueron especialmente comunes al principio de las historia de la Tierra, y estos impactados pueden haber sido cruciales en la formación de los océanos del planeta.
Los compuestos más simples que contienen todos los elementos CHON son los isómeros ácido fulmínico (HCNO), ácido isofulmínico (HONC), ácido ciánico (HOCN) y ácido isociánico (HNCO), que tienen uno de cada átomo.
| H  |    |    |    |    |    |    |    |    |    |    |    |    |    |    |    |    |    | He |
| Li | Be |    |    |    |    |    |    |    |    |    |    |    | B  | C  | N  | O  | F  | Ne |
| Na | Mg |    |    |    |    |    |    |    |    |    |    |    | Al | Si | P  | S  | Cl | Ar |
| K  | Ca | Sc |    | Ti | V  | Cr | Mn | Fe | Co | Ni | Cu | Zn | Ga | Ge | As | Se | Br | Kr |
| Rb | Sr | Y  |    | Zr | Nb | Mo | Tc | Ru | Rh | Pd | Ag | Cd | In | Sn | Sb | Te | I  | Xe |
| Cs | Ba | La | *  | Hf | Ta | W  | Re | Os | Ir | Pt | Au | Hg | Tl | Pb | Bi | Po | At | Rn |
| Fr | Ra | Ac | ** | Rf | Db | Sg | Bh | Hs | Mt | Ds | Rg | Cn | Nh | Fl | Mc | Lv | Ts | Og |
|    |    |    |    |    |    |    |    |    |    |    |    |    |    |    |    |    |    |    |
|    |    |    | *  | Ce | Pr | Nd | Pm | Sm | Eu | Gd | Tb | Dy | Ho | Er | Tm | Yb | Lu |    |
|    |    |    | ** | Th | Pa | U  | Np | Pu | Am | Cm | Bk | Cf | Es | Fm | Md | No | Lr |    |

| Los cuatro elementos orgánicos básicos |
| Elementos secundarios |
| Oligoelementos |
| Considerado elemento traza esencial por los Estados Unidos, no por la Unión Europea |
| Función sugerida por efectos de privación o manejo metabólico activo, pero no función bioquímica claramente identificada en humanos |
| Evidencia circunstancial limitada de beneficios traza o acción biológica en mamíferos |
| No hay evidencia de acción biológica en mamíferos, pero es esencial en algunos organismos inferiores. (En el caso del lantano, la definición de un nutriente esencial como indispensable e insustituible no es completamente aplicable debido a la extrema similitud del lantánido. Así, Ce, Pr y Nd pueden ser sustituidos por La sin efectos nocivos para los organismos que utilizan La, y Sm, Eu y Gd más pequeños también pueden ser sustituidos de manera similar pero causan un crecimiento más lento) |